# Arthur Wellesley (1. książę Wellington)
Arthur Wellesley (ur. 30 kwietnia lub 1 maja 1769 w Dublinie, zm. 14 września 1852 w Walmer Castle koło Dover) – brytyjski arystokrata, wojskowy i polityk.

## Życiorys
Pochodził ze zubożałej anglo-irlandzkiej rodziny szlacheckiej, która zmieniła nazwisko z Wesley na Wellesley. Był trzecim synem Garreta Wesleya, który nosił tytuł pierwszego hrabiego Mornington. W latach 1781–1785 młody Wellesley pobierał nauki w Eton, a później, z powodu słabych wyników w Eton, w sławnej wojskowej akademii francuskiej w Angers.
Największą sławę zdobył w okresie wojen napoleońskich, przede wszystkim jako zwycięzca – wspólnie z Blücherem – pod Waterloo (1815). Wcześniej z powodzeniem walczył z wojskami francuskimi w Hiszpanii i Portugalii oraz reprezentował Wielką Brytanię na kongresie wiedeńskim. Jeden z przywódców torysów, w latach 1828–1830 i przejściowo w 1834 r. pełnił funkcję premiera. Od 1847 r. był członkiem Royal Society.

## Wczesne lata życia, małżeństwo i początki kariery w wojsku
Wellington urodził się przy dublińskiej ulicy Merrion Street w domu pod numerem 4, naprzeciwko ówczesnego Royal College of Science. Dzieciństwo spędził głównie w Dangan Castle, 5 kilometrów na północ od Summerhill. Był trzecim z pięciu synów, którzy przeżyli dzieciństwo. Jego ojcem był Garret Wesley, 1. hrabia Mornington, matką Anne Hill, córka 1. wicehrabiego Duncannon. W 1798 r. jego rodzina zmieniła nazwisko na „Wellesley”.
Przyszły zwycięzca spod Waterloo pochodził z protestanckiej angielskiej rodziny od dawna zamieszkałej w Irlandii. Wykształcenie odebrał w Brown’s Seminary w Londynie i w Eton College (w latach 1781–1785), ale nie osiągał dobrych wyników w nauce. W końcu opuścił Eton i dalszą naukę pobierał w Brukseli. W latach 1785–1786 kształcił się w słynnej francuskiej akademii w Angers.
Młody Wesley miał opinię hulaki, utracjusza i hazardzisty. Później zakochał się w lady Kitty Pakenham (1773 – 24 kwietnia 1831), córce Edwarda Pakenhama, 2. barona Longford, i Catherine Rowley. Oświadczył jej się, ale małżeństwu sprzeciwili się Pakenhamowie, którzy uznali Wellesleya za nie rokującego perspektyw człowieka. Wellesley przejął się tą opinią. Ograniczył picie alkoholu, przestał uprawiać hazard, rozstał się nawet ze swoimi ulubionymi skrzypcami. Kiedy po kilku latach służby wojskowej powrócił do Irlandii, oświadczył się ponownie i tym razem został przyjęty. Ślub odbył się 10 kwietnia 1806 r. w dublińskim kościele św. Jerzego. Arthur i Kitty mieli razem dwóch synów:
- Arthura Richarda Wellesleya (3 lutego 1807 – 13 sierpnia 1884), 2. książę Wellington
- Charles’a Wellesleya (16 stycznia 1808 – 9 października 1858)

W 1787 r., dzięki staraniom matki i starszego brata Richarda, Wellesley został przydzielony do 73 regimentu pieszego (73rd Regiment of Foot). W latach 1787–1793 był adiutantem dwóch kolejnych lordów namiestników Irlandii – lorda Buckinghama i lorda Westmorlanda. 25 grudnia 1787 r. został porucznikiem 76 regimentu pieszego (76th Regiment of Foot), 23 stycznia 1788 r. porucznikiem 41 regimentu pieszego (41st Regiment of Foot), a 25 czerwca 1789 r. porucznikiem 12 pułku lekkich dragonów (12th Light Dragoons). 30 czerwca 1791 r. został kapitanem 58 regimentu pieszego (58th Regiment of Foot), a 31 października 1792 r. otrzymał analogiczny stopień w 18 pułku lekkich dragonów (18th Light Draoongs). 30 kwietnia 1793 r. został majorem 33 regimentu pieszego (33rd Regiment of Foot), a 30 września 1793 r. został podpułkownikiem w tym regimencie. Jednocześnie od 1790 r. zasiadał w irlandzkiej Izbie Gmin jako reprezentant okręgu Trim.
Pierwszym doświadczeniem militarnym Wellesleya była kampania przeciwko Francuzom prowadzona w Holandii w latach 1794–1795. 15 września 1794 r. Wellesley dowodził 33 regimentem w bitwie pod Boxtel. Później wspominał o tym okresie: Przynajmniej nauczyłem się tam, czego nie należy robić, a jest to cenna nauka.

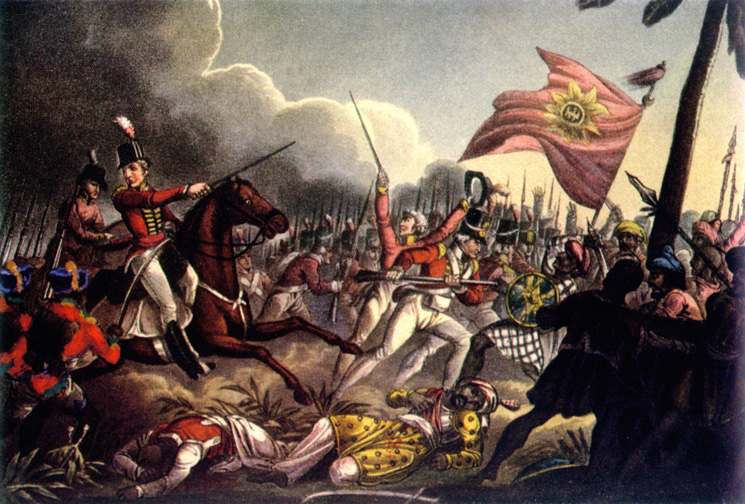
Młody Wellington dowodzący atakiem pułku madraskiego w bitwie pod Assaye (wrzesień 1803)

Po powrocie do Wielkiej Brytanii Wellesley został 3 maja 1796 r. awansowany do stopnia pułkownika. Rok później został wraz ze swoim regimentem wysłany do Indii. Kiedy w 1798 r. wybuchła IV wojna z królestwem Majsuru, Wellesley otrzymał dowództwo nad jedną z brytyjskich dywizji, które obległy stolicę Majsuru, Srirangapatnę. Miasto zostało zdobyte 4 maja 1799 r. Wellesley otrzymał wówczas urząd gubernatora Majsuru. Zostało to przyjęte oskarżeniami o nepotyzm, gdyż gubernatorem generalnym Indii był brat Arthura, Richard, markiz Wellesley. Arthur był gubernatorem do 1805 r. Udało się dokonać reformy systemu podatkowego oraz zlikwidować rozboje. Podczas II wojny z imperium Marathów w latach 1803–1805 Wellesley dowodził w zwycięskich bitwach pod Assaye i Argaon oraz podczas szturmu twierdzy Gawilghur. Po zwycięskim zakończeniu wojny otrzymał stanowisko zarządcy Dekanu.
Za dokonania w Indiach Wellesley został 28 sierpnia 1804 r. odznaczony Orderem Łaźni. W 1805 r. razem z bratem powrócił do Wielkiej Brytanii. Zaczął udzielać się w życiu politycznym kraju. W 1806 r. został z ramienia torysów deputowanym do Izby Gmin z okręgu Rye. W 1807 r. reprezentował okręgi Tralee, Mitchell i wreszcie (do 1809 r.) Newport. 8 kwietnia 1807 r. został członkiem Tajnej Rady. W latach 1807–1809 był Głównym Sekretarzem Irlandii.

## Wojny napoleońskie

### Wojna na Półwyspie Iberyjskim

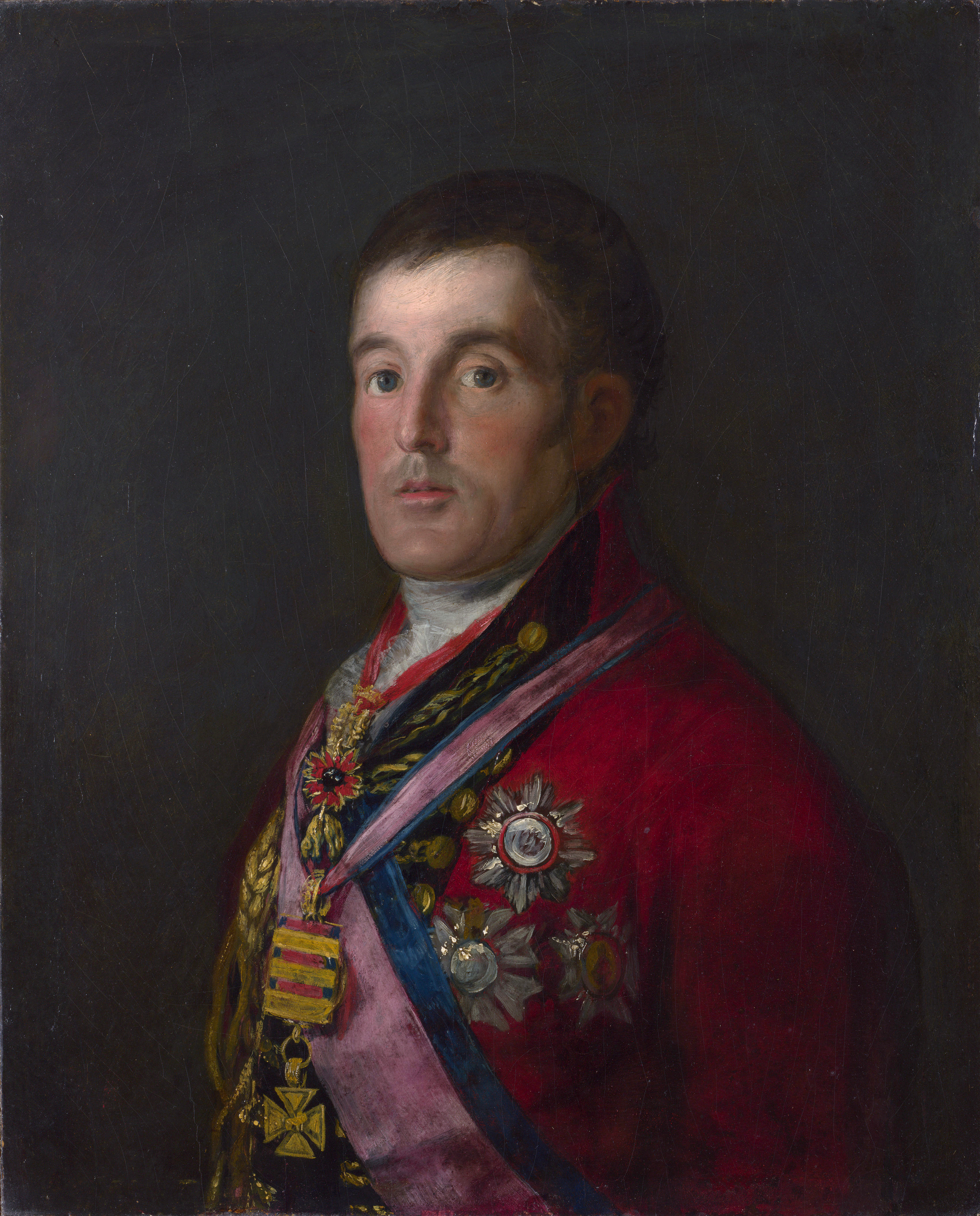
Portret księcia Wellingtona pędzla Francisca Goi (ok. 1813)

Od grudnia 1805 do lutego 1806 r. Wellesley walczył w Hanowerze podczas brytyjsko-rosyjskiej wyprawy do północnych Niemiec. W 1807 r. był jednym z dowódców ekspedycji, która zdobyła Kopenhagę. Wellesley otrzymał za to awans do stopnia generała-porucznika. Miał otrzymać również dowództwo nad korpusem ekspedycyjnym, którzy zamierzano wysłać do Wenezueli.
Na przeszkodzie tym planom stanęła francuska inwazja na Hiszpanię i Portugalię w 1808 r. Oddziały Wellesleya wylądowały w Portugalii w sierpniu 1808 r. 17 sierpnia stoczyły one swoją pierwszą bitwę pod Roliçą, która zakończyła się ich zwycięstwem. 21 sierpnia pokonał siły generała Junota pod Vimeiro, ale Junotowi udało się wytargować zwolnienie go z niewoli. Wellesley został za to odwołany do Wielkiej Brytanii i postawiony przed Sądem Równości. Został jednak uniewinniony. Po śmierci generała Johna Moore’a w 1809 r. Wellesley został przywrócony na stanowisko głównodowodzącego wojsk w Portugalii. Przed wyjazdem przedstawił projekt obrony Portugalii, zaakceptowany przez gabinet, który podniósł siły Wellesleya z 10 000 do 26 000 żołnierzy.
Po przybyciu do Portugalii w kwietniu 1809 r. Wellesley rozpoczął nową ofensywę. Jego przeciwnikiem był marszałek Soult. Został on pokonany w bitwach pod Grijo i Porto, co doprowadziło do wyparcia Francuzów z północnej Portugalii. Następnie Wellesley połączył się z oddziałami hiszpańskimi de la Cuesty. Wellesley postanowił zaatakować wojska marszałka Victora, ale ten, ostrzeżony przez króla Hiszpanii Józefa, nie dał się zaskoczyć. 27 lipca 1809 r. została stoczona bitwa pod Talaverą. Za cenę 7000 zabitych Wellesley zmusił Francuzów do odwrotu. Za zwycięstwo w tej bitwie Wellesley otrzymał tytuły wicehrabiego Wellington of Talavera and of Wellington i barona Douro, dające mu prawo do zasiadania w Izbie Lordów. Sukces nie został jednak wykorzystany, gdyż na wieść o nadciąganiu armii Soulta, Wellington wycofał się do Portugalii.
W 1810 r. nowa armia francuska pod wodzą marszałka Massény zaatakowała Portugalię. W Wielkiej Brytanii zaczęto zastanawiać się nad ewakuacją korpusu Wellingtona. Ten jednak spowolnił marsz Francuzów pod Buçaco, a potem odciął im drogę do Lizbony, budując linie Torres Vedras. Po sześciu miesiącach Francuzi rozpoczęli odwrót. W krótkim czasie zostali wyparci z całej Portugalii. W ich rękach pozostała tylko Almeida obsadzona przez niewielki garnizon, który rychło został oblężony przez sprzymierzonych. Wellington ruszył następnie pod oblężony przez Francuzów Kadyks. 5 marca 1811 r. wygrał wprawdzie bitwę pod Barrosą, ale musiał się wycofać.
Niedługo później marszałek Masséna ponownie wkroczył do Portugalii z zamiarem odblokowania Almeidy. W dniach 3–5 maja 1811 r. doszło do decydującej bitwy pod Fuentes de Onoro, która zakończyła się klęską Francuzów i doprowadziła do odwołania Massény (nowym dowódcą wojsk francuskich został Auguste Marmont). Oblężono dwie następne francuskie fortece – Ciudad Rodrigo i Badajoz. Marszałek Soult próbował odblokować Badajoz, co doprowadziło do bitwy z jednym z dowódców Wellingtona, lordem Beresfordem, pod Albuerą. Zakończyła się ona odwrotem Francuzów, ale zmusiła Anglików do przerwania oblężenia.

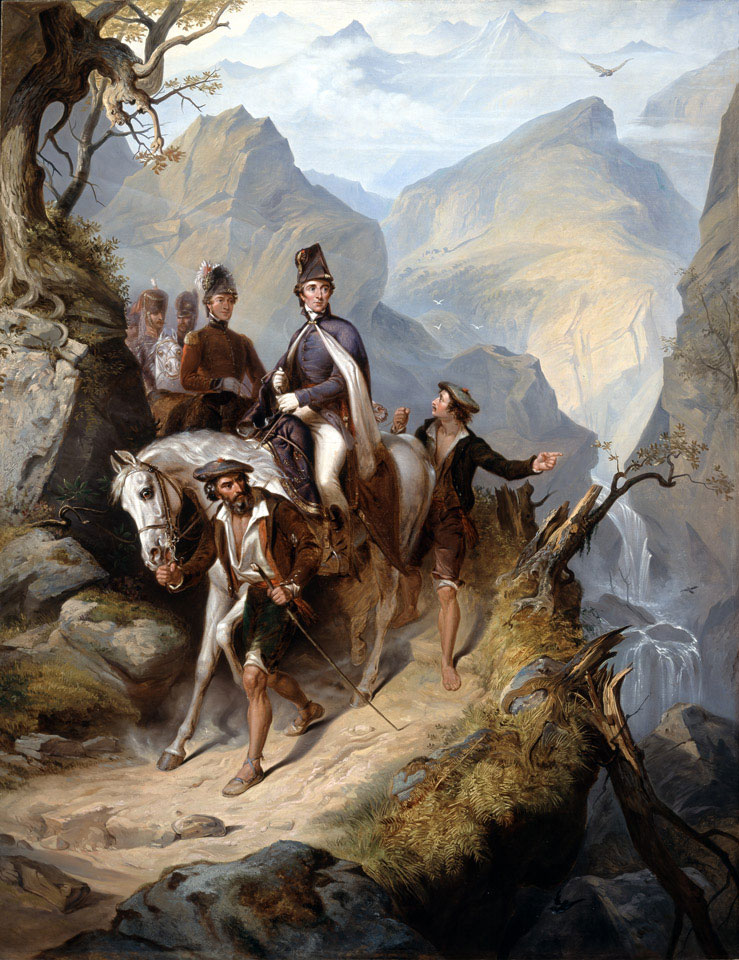
Wellington przebywający Pireneje przed bitwą pod Sorauren w lipcu 1813 r. (mal. Thomas Jones Barker, ok. 1853)

Ciudad Rodrigo zostało zdobyte w 1812 r., kiedy większość wojsk francuskich odeszła na leża zimowe. Skorzystał z tego Wellington, który po zdobyciu fortecy ruszył na południe. 6 kwietnia za cenę 3000 zabitych zdobył jednym szturmem Badajoz. Wydarzenie stało się sławne, gdyż był to jedyny przypadek, gdy widziano Wellingtona płaczącego. Po wzmocnieniu swoich wojsk ochotnikami portugalskimi Wellington wkroczył do Hiszpanii. 22 lipca pokonał Marmonta pod Salamanką. Powiadano później, że Wellington „pokonał 40 000 ludzi w 40 minut”. Rezultatem bitwy było wyparcie Francuzów z Madrytu i Andaluzji. Mimo to Brytyjczycy wycofali się do Portugalii. Za sukcesy w 1812 r. generał otrzymał tytuły hrabiego, a następnie markiza Wellington i stanowisko głównodowodzącego wojsk sprzymierzonych w Hiszpanii.
Kolejnym celem nowokreowanego markiza stała się twierdza Burgos, położona na szlaku łączącym Madryt z Francją. Do jej oblężenia nie doszło, gdyż Wellingtonowi nie udało się zgromadzić całego sprzętu potrzebnego do oblężenia tak znacznej fortecy. Ponownie wycofał swą armię do Portugalii, a ofensywę podjął w następnym roku. Dzięki znakomicie wykonanym manewrom zmusił Francuzów do opuszczenia Madrytu i Burgos. Latem 1813, podczas próby obejścia francuskich linii, Wellington zdecydowanie wygrał bitwę pod Vitorią, za co otrzymał awans do stopnia marszałka polnego. Zwycięstwo nie zostało jednak w pełni wykorzystane, gdyż żołnierze, ku wielkiemu rozczarowaniu swego dowódcy, zajęli się plądrowaniem francuskich taborów, dając czas pokonanemu nieprzyjacielowi na dokonanie odwrotu. W podjętym wkrótce pościgu za Francuzami wyparł ich z San Sebastian i stawił czoła kontrofensywie marszałka Soulta, pokonując go ostatecznie pod Sorauren. 
W Niemczech Napoleon przegrał w październiku „bitwę narodów” pod Lipskiem i cofał się w kierunku Francji. Ze świadomością, że jego klęska była przesądzona. Wellington kontynuował ofensywę i w 1814 r. stanął na francuskiej ziemi. Podczas oblężenia Tuluzy nadeszła wieść o abdykacji Napoleona, który został zesłany na wyspę Elbę.
W Wielkiej Brytanii Wellesley został okrzyknięty bohaterem narodowym. Otrzymał tytuł księcia Wellington oraz nominację na brytyjskiego ambasadora we Francji. Uczestniczył również w kongresie wiedeńskim. 2 stycznia 1815 r. został odznaczony Krzyżem Wielkim Orderu Łaźni.

### Kampania 1815 r. i bitwa pod Waterloo
26 lutego 1815 r. Napoleon uciekł z Elby i opanował Francję. Na wieść o tym Wellington wyjechał z Wiednia i udał się do Belgii, która stała się celem ataku Napoleona. Wyjeżdżając, usłyszał od cara Aleksandra I następujące słowa: Od pana zależy ponowne zbawienie świata. Wellington otrzymał o tym wieść w Brukseli, podczas balu wydanego przez księżną Richmond. Wellington natychmiast wyruszył na spotkanie Francuzów. 16 czerwca stoczył zwycięską bitwę pod Quatre Bras z wojskami marszałka Neya, ale wobec porażki sojuszniczych wojsk pruskich pod Ligny 17 czerwca wycofał się w kierunku Waterloo. 18 czerwca doszło tam do decydującej bitwy z Napoleonem.

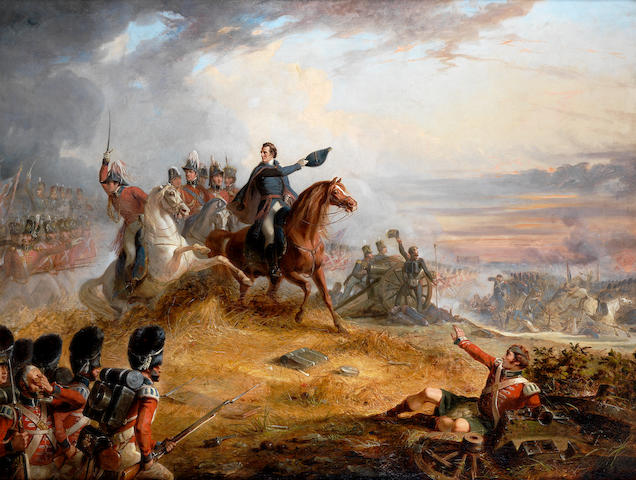
Wellington pod Waterloo, wydający końcowy rozkaz ataku brygadzie gwardii gen. Maitlanda (z lewej)

Bitwa rozpoczęła się ok. godziny 11.30 i trwała do zmroku. Wypełniły ją ataki Francuzów na pozycje brytyjskie. Wellington skupił się całkowicie na defensywie, mając nadzieję, że wytrzyma do czasu nadejścia Prusaków. Sam przyznawał później, że wygrał bitwę dzięki dużej dozie szczęścia. Bitwa rozstrzygnęła się pod wieczór, kiedy nadciągnęła armia pruska, a oddziały angielskie odparły atak gwardii cesarskiej. Kiedy zaczęła się ona cofać, Wellington ze sztabem ruszyli naprzód. Wówczas miał wydarzyć się epizod, który przeszedł do brytyjskiej legendy wojskowej. Kiedy Wellington posuwał się w ślad za Gwardią, o mały włos nie został trafiony jakąś zabłąkaną kulą. Kiedy kula przeleciała tuż obok niego, Wellington obrócił się i zobaczył swojego pobladłego zastępcę, lorda Uxbridge’a, który powiedział: Na Boga, mój panie, chyba straciłem nogę! (By God, sir, I’ve lost my leg!). Wellington miał na to odpowiedzieć z kamienną twarzą: Na Boga, mój panie, chyba tak! (By God, sir, so you have!).
Napoleon wycofał się z Belgii i 22 czerwca abdykował ponownie. Brytyjczycy zesłali go na wyspę św. Heleny, gdzie zmarł w 1821 r.

### Wellington a Napoleon

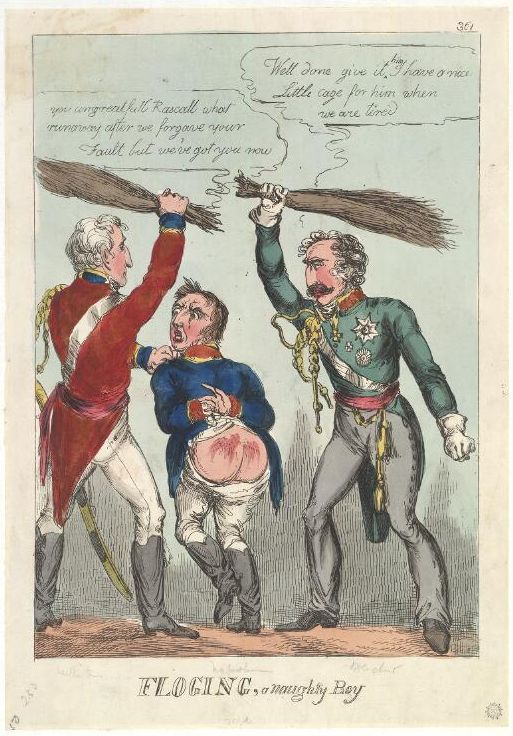
„Chłosta niegrzecznego chłopca” – ówczesna karykatura angielska na klęskę Napoleona pod Waterloo

Wellington zwykł mawiać, że Napoleon na polu bitwy jest wart tyle co 40 tysięcy żołnierzy. Dopóki Bonaparte żył, książę uważał go za największego dowódcę swoich czasów – mimo że w połowie lat 20. XIX wieku napisał kilkudziesięciostronicowe dzieło (nigdy nie zostało opublikowane), w którym wytykał Napoleonowi błędy z kampanii rosyjskiej, m.in. brak odpowiedniego przygotowania magazynów, szpitali polowych, a także błędy strategiczne. Wellington uznał także za błąd założenie, że podbój państwa rosyjskiego lub zmuszenie cara do zawarcia pokoju jest możliwe w jednym „sezonie” wojennym, tj. przed początkiem zimy. W 1815 roku Wellington zapobiegł zniszczeniu paryskiego Pont d’Iéna i kolumny Vendôme przez Prusaków. Jego stosunek do Napoleona uległ pogorszeniu, gdy okazało się, że były cesarz Francuzów w swym testamencie sporządzonym na Wyspie Świętej Heleny zapisał 10 tysięcy franków niedoszłemu zabójcy księcia Wellingtona – Contillonowi.
Cesarz Napoleon w swoich depeszach kierowanych na Półwysep Iberyjski nazywał pogardliwie Wellingtona tym angielskim generałem lub wręcz generałem sipajów, co było aluzją do służby Wellingtona w Indiach. Tuż przed bitwą pod Waterloo Napoleon w odpowiedzi na sugestie Neya i d’Erlona, że angielska piechota w bezpośrednim starciu to diabeł wcielony stwierdził, że Wellington to zły generał, a Anglicy to słabi żołnierze. Sukces pod Waterloo zdaniem Napoleona Wellington zawdzięczał wyłącznie męstwu własnych żołnierzy i przybyciu Prusaków na czas.

## Polityk

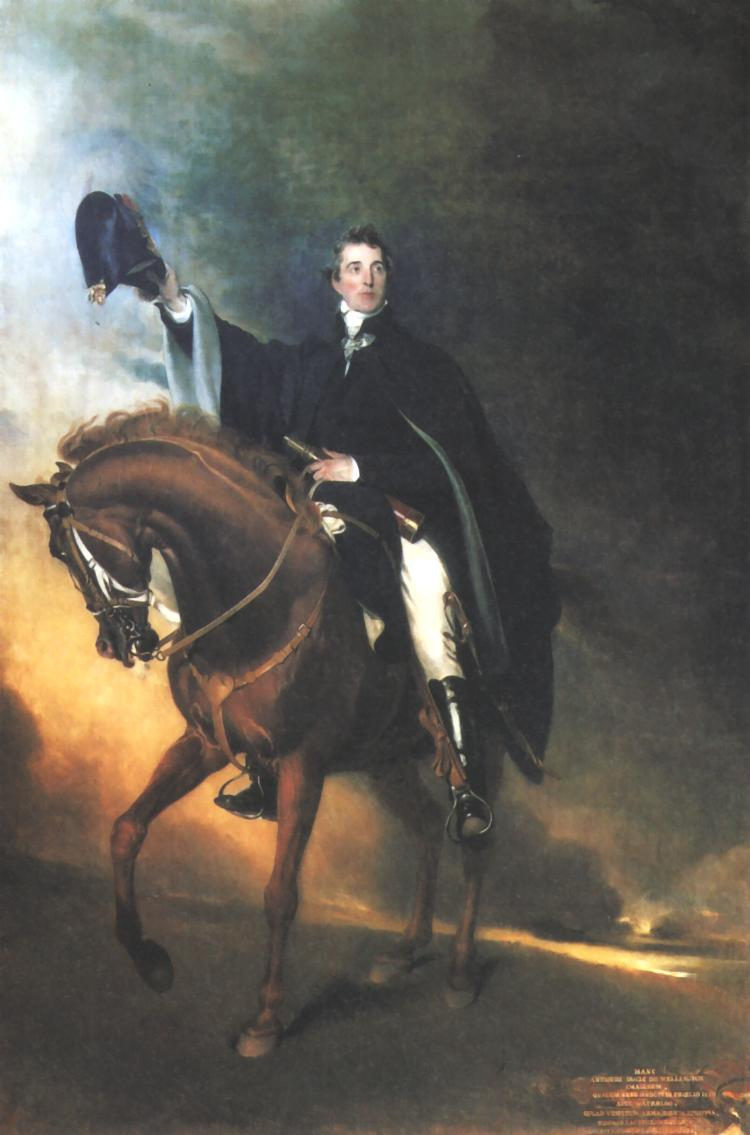
Reprezentacyjny portret księcia na ulubionym wierzchowcu Copenhagenie (mal. Thomas Lawrence, 1818)

Po klęsce Napoleona Wellington przebywał we Francji jako dowódca sił okupacyjnych do 1818 r. Po powrocie w 1819 r. został gubernatorem Plymouth i generałem artylerii w gabinecie lorda Liverpoola. Oba te urzędy sprawował do 1827 r., kiedy na rok został naczelnym dowódcą armii brytyjskiej. Razem z Robertem Peelem stał się jednym z najważniejszych polityków partii torysów. W 1822 r. był przedstawicielem Anglii na kongresie Świętego Przymierza w Weronie. 22 stycznia 1828 r. został premierem Wielkiej Brytanii. Swoje pierwsze spotkanie z własnym gabinetem określił jako niezwykłą sprawę. Wydałem im rozkazy, a oni chcieli zostać i je przedyskutować. Przez pierwsze 7 miesięcy urzędowania Wellington nie mieszkał w zwyczajowej rezydencji premiera na Downing Street 10, uważając ją za zbyt małą. Dopiero remont jego własnej rezydencji, Apsley House, skłonił go do przeprowadzki.
Jako premier Wellington reprezentował poglądy skrajnie konserwatywne, obawiając się przenikania do Wielkiej Brytanii ideałów rewolucji francuskiej. Mimo to właśnie za jego urzędowania doszło do równouprawnienia katolików. Było to spowodowane wyborem w wyborach uzupełniających do Izby Gmin irlandzkiego katolika Daniela O’Connella. Jako katolik nie mógł jednak zasiadać w Izbie Gmin. Po jego stronie opowiedział się premier, który nie chciał doprowadzić do konfliktu w Irlandii. Wówczas lord Winchilsea, znany z wybuchowego charakteru zagorzały anglikanin, oskarżył księcia o zdradzieckie spiskowanie w celu zniszczenia protestanckiego ustroju. Ponieważ Winchilsea nie chciał przeprosić premiera, ten wyzwał go na pojedynek. 21 marca 1829 r. Wellington i Winchilsea spotkali się na Battersea Fields. Wellington nie był dobrym strzelcem i nie trafił Winchilsea’ego. Ten z kolei strzelił w powietrze. Następnie jego adiutant, lord Falmouth, przekazał księciu kartkę z wyjaśnieniami, które Wellington uznał za niewystarczające. Kiedy dodano do niej słowo „przepraszam”, Wellington odjechał.
Cała sprawa z pojedynkiem przyczyniła się do wzrostu popularności Wellingtona w społeczeństwie. Dzięki poparciu wigów projekt ustawy o równouprawnieniu przeszedł w Izbie Gmin. Większy opór napotkał w Izbie Lordów, ale i ona w końcu zagłosowała za ustawą, która jako Catholic Relief Act weszła w życie w kwietniu 1829 r.

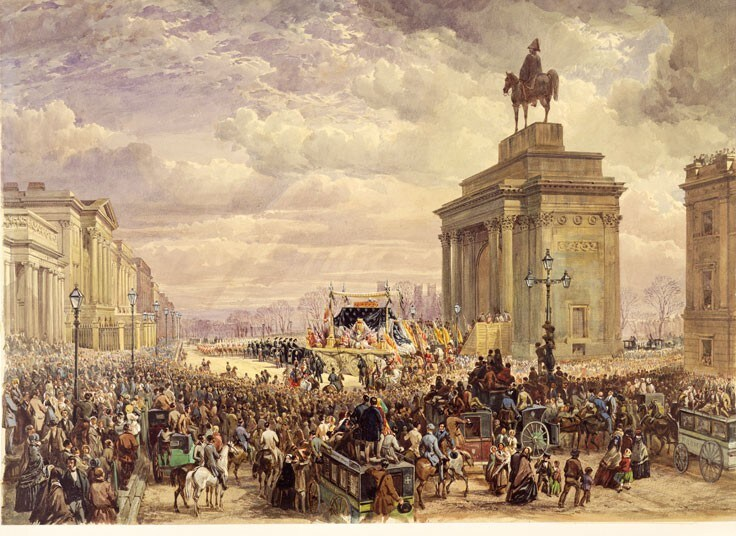
Kondukt pogrzebowy księcia przy łuku triumfalnym koło jego rezydencji Apsley House (barwna litografia, 1853)

Gabinet Wellingtona upadł w 1830 r. Lato i jesień tego roku były okresem wielkich strajków na południu Anglii. Narastała krytyka polityki torysów. 15 listopada 1830 r. gabinet Wellingtona otrzymał wotum nieufności. Nowym premier został wig, Charles Grey, 2. hrabia Grey. W 1832 r. doprowadził on do przyjęcia Reform Act, który reformował niezmieniany od XIII w. sposób wyborów do Izby Gmin. Wellington był wielkim przeciwnikiem Reform Act. W tym czasie książę przestał być liderem torysów, którym został Robert Peel. Po upadku wigowskiego gabinetu w 1834 r. Peel miał zostać premierem, ale ponieważ przebywał we Włoszech, jego obowiązki przez miesiąc sprawował książę Wellington. W pierwszym gabinecie Peela (1834–1835) książę był ministrem spraw zagranicznych, a w drugim (1841–1846) przewodniczącym Izby Lordów i ministrem bez teki.
Książę Wellington wycofał się z życia publicznego w 1846 r., aczkolwiek pozostał naczelnym wodzem sił zbrojnych. Na krótko powrócił w 1848 r., pomagając przy organizowaniu armii na wypadek rozruchów (był to okres Wiosny Ludów). Zmarł w 1852 r. w Walmer Castle, siedzibie lorda strażnika Pięciu Portów, którym był od 1829 r. Chociaż za życia nienawidził podróżowania pociągiem, właśnie w ten sposób przewieziono jego ciało do Londynu, gdzie wyprawiono mu państwowy pogrzeb. Książę został pochowany w katedrze św. Pawła obok lorda Nelsona.

## Spuścizna
Wysunięta w 1838 r. propozycja zbudowania pomnika Wellingtona zaowocowała postawieniem księciu pomnika przedstawiającego go na jego koniu imieniem Copenhagen, który umieszczono przed Wellington Arch przy Constitution Hill w Londynie, niedaleko Apsley House. Pomnik ukończono w 1846 r. Waży on 40 ton i ma 30 stóp wysokości. W 1883 r. przeniesiono go do Aldershot i umieszczono przed Royal Garrison Church, gdzie stoi po dziś dzień.
Stolica Nowej Zelandii, Wellington, otrzymała swą nazwę na cześć księcia. Znajduje się tam prywatna szkoła Wellington College i klub Wellesley Club. W innym nowozelandzkim mieście –Auckland, imię księcia nosi główna ulica, Wellesley Street. Na cześć zwycięzcy spod Waterloo nazwę otrzymała też Mount Wellington, góra położona niedaleko stolicy Tasmanii – Hobart.
Z kolei w stołecznej Ottawie nazwę Wellington Street nadano ulicy, przy której znajdują się budynki kanadyjskiego parlamentu oraz gmachy rządowe.
Potoczną nazwą welingtonia określana jest sekwoja olbrzymia, drzewo iglaste o potężnych rozmiarach.
Nazwany na cześć księcia HMS „Iron Duke” (zwodowany 1912), był okrętem flagowym admirała Johna Jellicoe podczas bitwy jutlandzkiej w 1916 r.
Nazwę „Wellington” nosił przedwojenny typ angielskiego nocnego bombowca, podstawowego w lotnictwie polskim w Wielkiej Brytanii.
Nazwa welingtony (Wellington boots) przylgnęła do wysokich butów gumowych (kaloszy) noszonych w niepogodę. Według obiegowej opinii na cześć księcia nazwano też potrawę z wołowiny – beef Wellington.

## Tytuły i godności

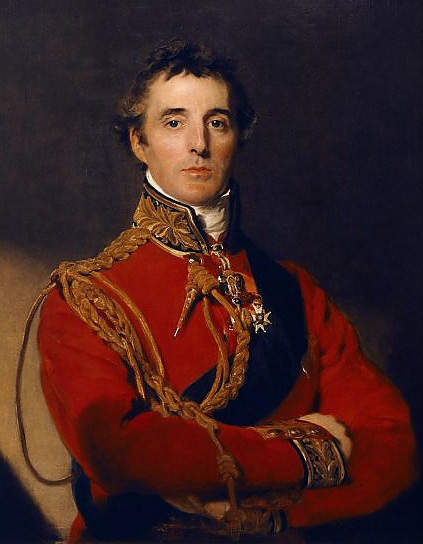
Portret oficjalny Arthura Wellesleya, pierwszego księcia Wellington (mal. Thomas Lawrence, ok. 1815)

### Tytuły parowskie Zjednoczonego Królestwa
- Baron Douro of Wellington (od 4 września 1809 r.)
- wicehrabia Wellington of Talavera and of Wellington (od 4 września 1809 r.)
- hrabia Wellington (od 28 lutego 1812 r.)
- markiz Wellington (od 3 października 1812 r.)
- markiz Douro (od 11 maja 1814 r.)
- książę Wellington (od 11 maja 1814 r.)

### Godności brytyjskie
- kawaler Orderu Łaźni (od 1804 r.)
- członek Tajnej Rady (od 8 kwietnia 1807 r.)
- kawaler Orderu Podwiązki (od 4 marca 1813 r.)
- kawaler Krzyża Wielkiego Orderu Łaźni (od 1815 r.)
- Lord Namiestnik Hampshire (od 1820 r.)
- Lord strażnik Pięciu Portów (od 1829 r.)
- Waterloo Medal
- Krzyż Złoty Półwyspu z 9-cioma klamrami (za 13 wygranych bitew)[11]
- członek Royal Society (od 1847 r.)
- kanclerz Uniwersytetu w Oksfordzie (od 1834 r.)

Wellington w 1850 r. był ojcem chrzestnym siódmego dziecka królowej Wiktorii, księcia Artura.

### Godności zagraniczne

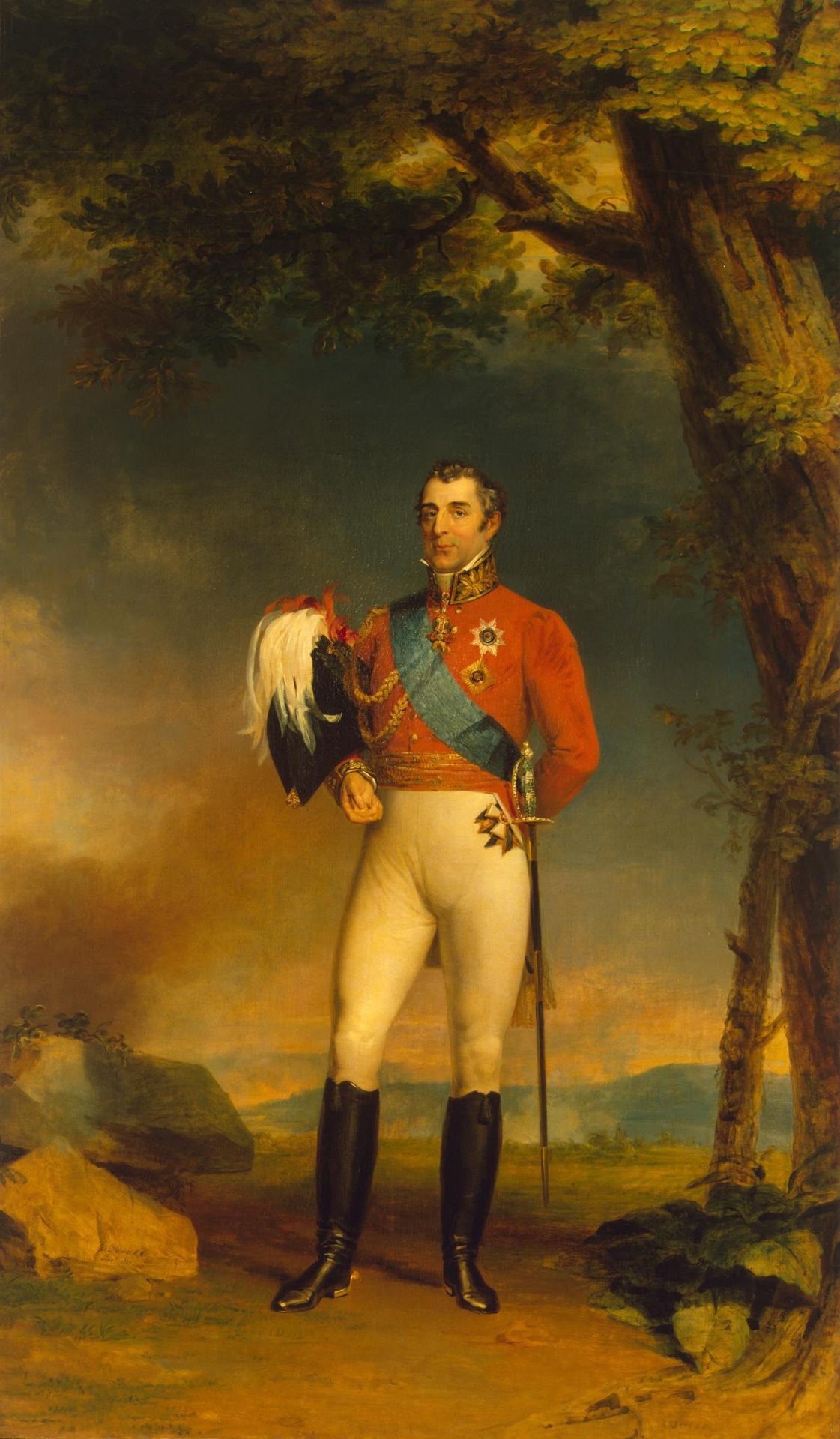
Książę Wellington jako marszałek polny (mal. George Dawe,1829)

- hrabia Vimeiro (Portugalia, od 18 października 1811 r.)
- książę de Ciudad Rodrigo (Hiszpania, od stycznia 1812 r.)
- Grand Hiszpanii (od stycznia 1812 r.)
- markiz de Torres Vedras (Portugalia, od sierpnia 1812 r.)
- książę Zwycięstwa (Portugalia, od 18 grudnia 1812 r.)
- książę van Waterloo (Niderlandy, od 18 lipca 1815 r.)
- marszałek polny 12 krajów

Ordery
- kawaler Orderu Złotego Runa (Hiszpania, 1812 r.)[12]
- kawaler Orderu Wojskowego Świętego Ferdynanda (Hiszpania)[12]
- kawaler Orderu Wojskowego Świętego Hermenegilda (Hiszpania)[12]
- kawaler Orderu Świętego Andrzeja Apostoła Pierwszego Powołania (Rosja)[12][13]
- kawaler Orderu Świętego Aleksandra Newskiego (Rosja)[12]
- kawaler Orderu Świętego Jerzego I klasy (Rosja)[12][13]
- kawaler Orderu Ducha Świętego (Francja)[12]
- kawaler Orderu Słonia (Dania)[12]
- kawaler Orderu Annuncjaty z łańcuchem (Sardynia, 1815)[12][14][15]
- kawaler Orderu Świętego Januarego (Sycylia)[16]
- kawaler Krzyża Wielkiego Orderu Świętego Ferdynanda (Sycylia)[16]
- kawaler Krzyża Wielkiego Orderu Orła Czarnego (Prusy)[12]
- kawaler Krzyża Wielkiego Orderu Orła Czerwonego (Prusy)[12]
- kawaler Krzyża Wielkiego Orderu Królewskiego Gwelfów (Hanower, 1816 r.)[12]
- kawaler Krzyża Wielkiego Orderu Wojskowego Wieży i Miecza (Portugalia)[16]
- kawaler Krzyża Wielkiego Orderu Wojskowego Marii Teresy (Austria)[16]
- kawaler Krzyża Wielkiego Orderu Królewskiego Miecza (Szwecja)[16]
- kawaler Krzyża Wielkiego Orderu Wojskowego Maksymiliana Józefa (Bawaria)[12]
- kawaler Krzyża Wielkiego Orderu Korony Rucianej (Saksonia)[12]
- kawaler Krzyża Wielkiego Orderu Zasługi Wojskowej (Wirtembergia)[12]
- kawaler Krzyża Wielkiego Orderu Wojskowego Wilhelma (Holandia)[12]
- kawaler Krzyża Wielkiego Orderu Złotego Lwa (Hesja)[12]
- kawaler Krzyża Wielkiego Orderu Wierności (Badenia)[12]
- kawaler Krzyża Wielkiego Orderu Lwa Zeryngeńskiego (Badenia)[12]

## Tytulatura
- Czcigodny Arthur Wesley (1 maja 1769 – 7 marca 1787)
- Ensign Czcigodny Arthur Wesley (7 marca 1787 – 25 grudnia 1787)
- Porucznik Czcigodny Arthur Wesley (25 grudnia 1787 – 30 czerwca 1791)
- Kapitan Czcigodny Arthur Wesley (30 czerwca 1791 – 30 kwietnia 1793)
- Major Czcigodny Arthur Wesley (30 kwietnia 1793 – 30 września 1793)
- Podpułkownik Czcigodny Arthur Wesley (30 września 1793 – 3 maja 1796)
- Pułkownik Czcigodny Arthur Wesley (3 maja 1796 – 19 maja 1798)
- Pułkownik Czcigodny Arthur Wellesley (19 maja 1798 – 29 kwietnia 1802)
- Generał-major Czcigodny Arthur Wellesley (29 kwietnia 1802 – 1 września 1804)
- Generał-major Czcigodny sir Arthur Wellesley, KB (1 września 1804 – 8 kwietnia 1807)
- Generał-major Wielce Czcigodny sir Arthur Wellesley, KB (8 kwietnia 1807 – 25 kwietnia 1808)
- Generał-porucznik Wielce Czcigodny sir Arthur Wellesley, KB (25 kwietnia 1808 – 4 września 1809)
- Generał-porucznik Wielce Czcigodny wicehrabia Wellington, KB, PC (4 września 1809 – maj 1811)
- Generał Wielce Czcigodny wicehrabia Wellington, KB, PC (maj 1811 – 28 lutego 1812)
- Generał Wielce Czcigodny hrabia Wellington, KB, PC (28 lutego 1812 – 3 października 1812)
- Generał Najbardziej Czcigodny markiz Wellington, KB, PC (3 października 1812 – 4 marca 1813)
- Generał Najbardziej Czcigodny markiz Wellington, KG, KB, PC (4 marca 1813 – 21 czerwca 1813)
- Marszałek polny Najbardziej Czcigodny markiz Wellington, KG, KB, PC (21 czerwca 1813 – 11 maja 1814)
- Marszałek polny Jego Łaskawość książę Wellington, KG, KB, PC (11 maja 1814 – 2 stycznia 1815)
- Marszałek polny Jego Łaskawość książę Wellington, KG, GCB, PC (2 stycznia 1815 – 14 września 1852)

## Pseudonimy
Poza tym, że od jego nazwiska nazwano rodzaj butów – wellingtony, kalosze (Wellington boots), sam książę posiadał wiele pseudonimów:
- „Żelazny Książę” (Iron Duke), otrzymał go najprawdopodobniej w 1830 r., kiedy kazał wstawić żelazne kraty w okna swojej rezydencji Apsley House w obawie przez demonstrantami
- Oficerowie walczący pod jego komendą w Portugalii i Hiszpanii zwali go „The Beau” („Piękniś”) z powodu modnych strojów. Kiedy został kreowany wicehrabią Wellington otrzymał przydomek „The Peer” („Par”)
- Żołnierze zwali swego dowódcę „Old Nosey” lub „Old Hookey” („Stary Nosal”), z powodu jego wydatnego, zakrzywionego nosa
- Walczący pod jego dowództwem Portugalczycy i Hiszpanie zwali go natomiast „Orłem” lub „Douro”

## Wellington w kulturze
- Ludwig van Beethoven skomponował krótką symfonię Wellingtons Sieg oder die Schlacht bei Vittoria na cześć zwycięstwa Wellingtona pod Vitorią w 1813 r.
- Wellington jest ważną postacią w cyklu powieściowym Bernarda Cornwella Sharpe’s Regiment. W telewizyjnej ekranizacji cyklu rolę Wellingtona odtwarzało dwóch aktorów – najpierw David Troughton, później Hugh Fraser.
- Victor Hugo w powieści Nędznicy przypisuje Wellingtonowi popularyzację imienia Artur.
- Postać księcia pojawia się w trzeciej serii serialu komediowego produkcji BBC Czarna Żmija. Książę występuje w czwartym odcinku Duel and Duality (polski tytuł „Pukanie i pukanina”). Przedstawiony jest tam jako wrzeszczący („Jest tylko jeden sposób, aby wygrać wojnę: wrzeszczeć, wrzeszczeć i jeszcze raz wrzeszczeć!”, there’s only one way to win a war: shout, shout, and shout again!) i przeklinający maniak wojenny z tendencją do stosowania przemocy wobec podwładnych (jej ofiarą pada książę-regent Jerzy udający wówczas własnego służącego) oraz do używania zwrotu „Baaaahhh” w przerwach między wypowiedziami. Wellington wyzywa na pojedynek tytułowego bohatera. Pojedynek ma odbywać się na armaty, gdyż „tylko panienki walczą dziś na szpady” (only girls fight with swords these days). Wellington pojawia się na krótko w odcinku specjalnym serii Tam i z powrotem, tuż przed bitwą pod Waterloo, gdzie zostaje omyłkowo zabity przez podróżującego w czasie tytułowego bohatera, co sprawia, że Napoleon podbija Anglię. W obu odcinkach w postać Wellingtona wcielił się Stephen Fry.
- C.S. Forester stworzył postać młodszej siostry księcia, lady Barbary Wellesley, na potrzeby swej powieściowej serii o przygodach Horatio Hornblowera.
- W radziecko-włoskim filmie Waterloo z 1970 r. w reżyserii Siergieja Bondarczuka w postać Wellingtona wcielił się Christopher Plummer.
- Wellington jest jednym z drugoplanowych bohaterów powieści Zwycięstwo orłów, piątego tomu cyklu Temeraire autorstwa Naomi Novik. Został w nim przedstawiony jako człowiek cyniczny i szorstki w obejściu, ale zarazem błyskotliwy i kompetentny jako oficer.

## Rząd Wellingtona

### Pierwszy rząd księcia Wellington, styczeń 1828 – listopad 1830
- premier Wielkiej Brytanii, pierwszy lord skarbu, przewodniczący Izby Lordów: Arthur Wellesley, 1. książę Wellington
- lord kanclerz: John Copley, 1. baron Lyndhurst
- lord przewodniczący Rady: Henry Bathurst, 3. hrabia Bathurst
- lord tajnej pieczęci: Edward Law, 2. baron Ellenborough
- minister spraw wewnętrznych, przewodniczący Izby Gmin: Robert Peel
- minister spraw zagranicznych: John Ward, 1. hrabia Dudley
- minister wojny i kolonii: William Huskisson
- kanclerz skarbu: Henry Goulburn
- przewodniczący Zarządu Handlu: Charles Grant
- przewodniczący Rady Kontroli: Robert Dundas, 2. wicehrabia Melville
- Zarządca mennicy: John Charles Herries
- kanclerz Księstwa Lancaster: George Hamilton-Gordon, 4. hrabia Aberdeen
- sekretarz ds. wojny: Henry Temple, 3. wicehrabia Palmerston

Zmiany
- maj-czerwiec 1828 r. – George Murray zastąpił Williama Husskinsona na stanowisku ministra wojny i kolonii, lord Aberdeen zastąpił lorda Dudley na stanowisku ministra spraw zagranicznych, następcy Aberdeena na stanowisku Kanclerza Księstwa Lancaster nie weszli w skład gabinetu, William Vesey-FitzGerald zastąpił Charlesa Granta na stanowiskach przewodniczącego Zarządu Handlu i Skarbnika Floty, lord Palmerston opuścił gabinet, jego następcy na stanowisku sekretarza ds. wojny nie weszli w skład gabinetu
- wrzesień 1828 r. – lord Melville został pierwszym lordem Admiralicji, jego następcą w Radzie Kontroli został lord Ellenborough, który pozostał Lordem Tajnej Pieczęci
- czerwiec 1829 r. – lord Rosslyn zastąpił lorda Ellenborougha na stanowisku lorda tajnej pieczęci, Ellenborough pozostał przewodniczącym Rady Kontroli